# 多重対数関数
解析学における多重対数関数（たじゅうたいすうかんすう）またはポリ対数関数（ポリたいすうかんすう、英: polylogarithm、略称ポリログ）もしくはジョンキエールの関数（ジョンキエールのかんすう、仏: fonction de Jonquière）とは特殊関数の一つで、通常 {\displaystyle \operatorname {Li} _{s}(z)} と書かれ、以下のように定義される：
{\displaystyle \operatorname {Li} _{s}(z)=\sum _{k=1}^{\infty }{z^{k} \over k^{s}}.}
ここで {\displaystyle s,z} は任意の複素数（ただし {\displaystyle |z|<1}）とする。普通、多重対数関数は（対数関数と異なり）初等関数には含めない。
一般に {\displaystyle \operatorname {Li} _{s}(z)} は {\displaystyle z} に関して {\displaystyle z=1} に極または分岐点を持つので、定義式には {\displaystyle |z|<1} という条件が必要であるが、解析接続を用いることで、これより広い範囲の {\displaystyle z} に対し多重対数関数を定義することができる。また、後述する例のように、{\displaystyle z} を特定の値に固定して、{\displaystyle \operatorname {Li} _{s}(z)} を {\displaystyle s} の関数とみなす場合には、{\displaystyle |z|=1} の場合であっても、特定の {\displaystyle s} に対しては{\displaystyle \operatorname {Li} _{s}(z)} が収束する場合もある。

特に {\displaystyle s=1} の場合はよく知られた自然対数に帰着される：
{\displaystyle \operatorname {Li} _{1}(z)=-\ln(1-z)}
また {\displaystyle s=2} および {\displaystyle s=3} の場合は特にそれぞれdilogarithm（またはスペンスの関数）およびtrilogarithmと呼ばれる。これらの名前は、冒頭の和の代わりに以下のような積分の繰り返しによっても定義できることから来ている：
{\displaystyle \operatorname {Li} _{s+1}(z)=\int _{0}^{z}{\frac {\operatorname {Li} _{s}(t)}{t}}dt}
例えばdilogarithmは自然対数を用いた積分である等。
{\displaystyle s} が負の整数値を取るとき、多重対数関数は有理関数となる。
定義式において、{\displaystyle z} の定義域を無視し、形式的に{\displaystyle z=1} として、{\displaystyle \operatorname {Li} _{s}(1)} を {\displaystyle s} の関数とみなせば、定義式から明らかなように、リーマンゼータ関数 {\displaystyle \zeta (s)} と一致する。つまり、次の関係が成り立つ。
{\displaystyle \operatorname {Li} _{s}(1)=\zeta (s)}
また、{\displaystyle z=-1} とすれば、次の関係が成り立つ。
{\displaystyle \operatorname {Li} _{s}(-1)=(2^{1-s}-1)\zeta (s)}
多重対数関数はフェルミ分布関数およびボース分布関数の積分を閉じた式で書くときに必要になり、そのような場合にはフェルミ＝ディラック積分およびボース＝アインシュタイン積分と呼ばれることもある。
多重対数関数(polylogarithm)をen:polylogarithmicな関数と混同しないよう注意すること。また、似た記法の補正対数積分とも混同しやすい。